# Sheena, reina de la jungla
Sheena, reina de la jungla (títol original: Sheena) és una pel·lícula britanico-estatunidenca dirigida per John Guillermin, estrenada l'any 1984. És l'adaptació del comic Sheena, Queen of the Jungle. Ha estat doblada al català.

## Argument
Sheena, d'origen europeu, després de la mort dels seus pares durant un safari va ser criada per una bruixa d'una tribu africana. Així, amb el temps, va adquirir poders i coneixements per comunicar-se telepàticament amb les criatures de la selva. Convertida ja en una atractiva jove, viu el seu primer amor amb Vic Casey (Ted Wass), un reporter de televisió, i junts tractaran de frenar les ambicions territorials d'un malvat príncep africà

## Repartiment
- Tanya Roberts: Sheena
- Ted Wass: Vic Casey
- Donovan Scott: Fletcher 'Fletch' Agronsky
- Trevor Thomas: El príncep Otwani
- France Zobda: La comtessa Zanda
- Elizabeth of Toro: El xaman
- Clifton Jones: El rei Jabalani
- John Forgeham: Jorgensen
- Sylvester Williams: Juka
- Nick Brimble: Wadman
- Bob Sherman: Grizzard
- Michael J. Shannon: Phillip Ames
- Nancy Paul: Betsy Ames